# Melancholie

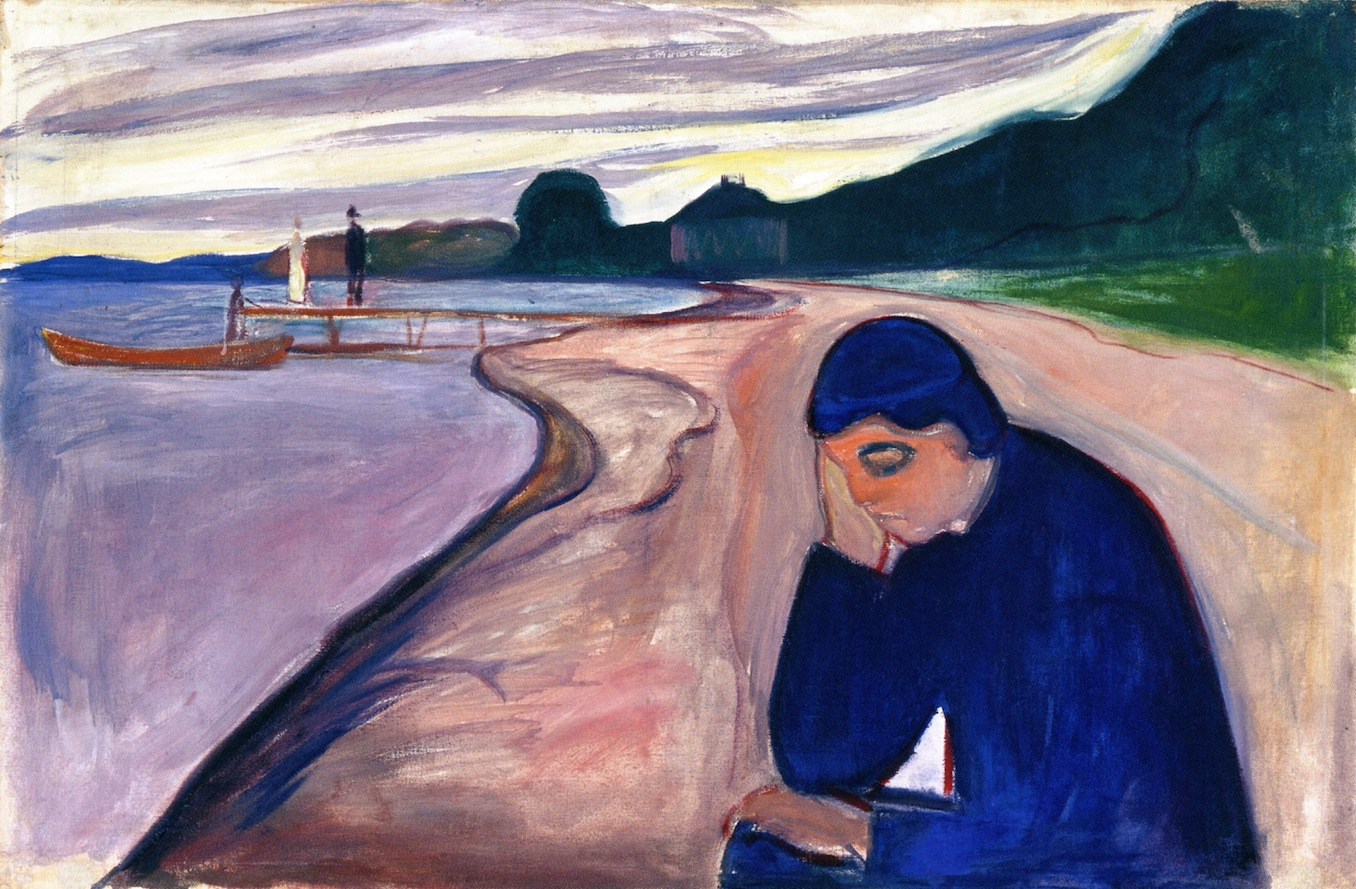
Melancholie, Edvard Munch

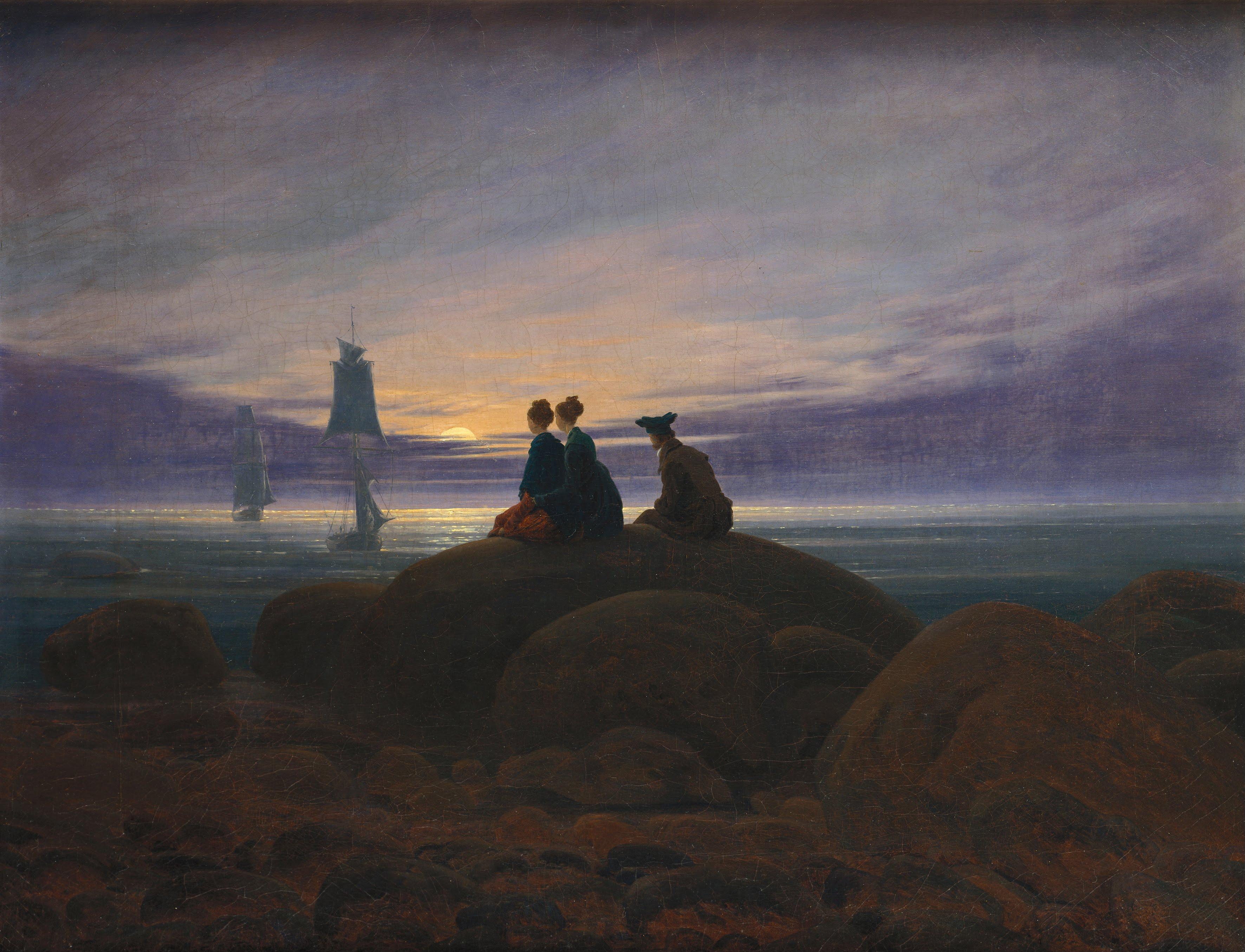
Landschaft als Metapher der Seele (Mondaufgang über dem Meer, Caspar David Friedrich, Öl auf Leinwand, 1822)

Die Melancholie (lateinisch melancholia, melancolia, von altgriechisch μελαγχολία melancholía „Schwarzgalligkeit“, aus μέλας melas „schwarz“ und χολή cholḗ „Galle“; „Schwarze Galle“) – entsprechend der bis in das 19. Jahrhundert in der europäischen Medizin vorherrschenden Humoralpathologie der mit der Milz als Speicherorgan (im Gegensatz zur „Gelben Galle“, als deren Speicherorgan die Leber galt) in Zusammenhang stehende kalt-trockene Leibessaft – bezeichnet eine durch Schwermut bzw. Schwermütigkeit, Schmerz, Traurigkeit oder Nachdenklichkeit geprägte Gemütsstimmung, die in der Regel auf keinen bestimmten Auslöser oder Anlass zurückgeht. In Bezug auf eine psychische Disposition oder ein Krankheitsbild ist der Begriff Melancholie im 20. Jahrhundert weitgehend durch den Begriff der Depression ersetzt worden. Der Melancholiker ist ein Mensch, bei dem das melancholische Temperament überwiegt. Der Begriff Melancholie wird in Philosophie, Medizin, Psychologie, Theologie und Kunst behandelt. Eine ähnliche Bedeutung haben der romantische Weltschmerz und der Trübsinn.

## Medizingeschichte
Die historische Entwicklung des Melancholie-Begriffs hat ihren Ausgangspunkt in der antiken Humoralpathologie, auch als Viersäftelehre bekannt, die dem griechischen Arzt Hippokrates von Kos zugeschrieben wird. Er bzw. die Hippokratiker erklärten die μελαγχολία melancholia als einen Überschuss an schwarzer (verbrannter) Galle (μέλαινα χολή mélaina cholḗ), der sich ins Blut ergießt. Der früheste Beleg des Wortes findet sich in der hippokratischen Schrift Über Luft, Wasser und Ortslagen (um 420 v. Chr.). Ursprünglich galt der schwarz verfärbte Gallensaft als Symptom eines krankhaften Geschehens und wurde erst später, erstmals belegt in der hippokratischen Abhandlung Über die Natur des Menschen, den (konstitutiven) Körpersäften zugeordnet.
Rufus von Ephesos beschreibt in Die Fragen des Arztes an den Kranken drei Arten der durch das Vorherrschen der schwarzen Galle hervorgerufenen Krankheit „Melancholie“, wobei die Symptome (Magenbeschwerden, Stimmungsschwankungen, Depressionen, Wahnvorstellungen, Sprachstörung) sowohl physische Störungen als auch abnorme psychische Zustände sein können. Rufus führte etwa die „melancholische“ Erkrankung eines Menschen auf dessen „ständiges Brüten über den Wissenschaften der Geometrie“ zurück.
Die sich in Schwermut und anderen Gemütsveränderungen („Milzweh“) äußernde Schwarze Galle galt in der Humoralphysiologie als Endzustand von angesengten (angebrannten) Leibessäften (Blut, Schleim und Gelber Galle).
Galen (2. Jahrhundert n. Chr.), der das medizinische Wissen seiner Zeit zusammenfasste und den Vorstellungen der Hippokratiker folgte, sah den Ursprung der Melancholie ebenfalls in einem Überschuss an schwarzer Galle, einem der vier Körpersäfte oder lateinisch humores, die in der Milz und den Hoden produziert würden. Nach der Temperamentenlehre bestimmt die schwarze Galle den Charakter der Melancholiker und korrespondiert mit dem Element Erde, dem Herbst, dem Erwachsenenalter und dem Nachmittag.
Die schwarze Galle wurde in der Antike als Ursache für die Bildung von Thrombosen in den Blutgefäßen gehalten.
Im 9. oder 10. Jahrhundert verfasste der Bagdader Arzt Isḥāq ibn ʿImrān, der auch als Leibarzt von Ziyadat Allah III. tätig geworden ist, eine inhaltlich über Rufus von Ephesos hinausgehende, später durch Constantinus Africanus ins Lateinische übersetzte, Abhandlung über eine in drei Formen vorkommende Melancholie, zu deren nichtkörperlichen Ursachen vor allem übermäßige geistige Arbeit gehöre. Constantinus überliefert neben der ausführlichen Beschreibung der Melancholie (De accidentibus melancholiae) auch erstmals systematische Therapieanweisungen (Quo modo haec passio habet medicanda). Arnald von Villanova führte als Ursache von Manie und Melancholie bei zu intensiv studierenden und geistig arbeitenden Menschen auf deren Gemütsbewegungen und Enthaltsamkeit zurück.
Im Mittelalter wurde die Melancholie mit den Sternbildern Waage, Skorpion, Schütze in Zusammenhang gebracht. In der Renaissance wurde die Auffassung populär – vor allem durch die Schriften Marsilio Ficinos und Agrippas von Nettesheim – die Melancholiker stünden unter dem Einfluss des Planeten Saturn. Laut Marsilio Ficino könne das melancholische Temperament (mit Vorherrschen des Körpersaftes Schwarze Galle) durch den Einfluss von Merkur (bzw. Hermes) und Saturn vorgegeben sein oder durch anhaltende geistige Arbeit verursacht sein. Ficino unterscheidet dabei eine „natürliche“ schwarze Galle, die beim Menschen schöpferische Geisteskräfte hervorrufen kann, von einer durch Verbrennung (etwa der „natürlichen“ schwarzen Galle) im Körper entstehenden, welche zu Wut und Raserei führt sowie dumm und stumpf macht.
Zum Syndrom der Melancholia wurde vor allem im Mittelalter oft der Liebeskummer (amor hereos, meist humoralpathologisch erklärt) gezählt.
Die Bedeutung des Wortes melancolia war vielfältig und umfasste geistige Verwirrtheit, Depression infolge von Entwicklungsstörungen ebenso wie die Symptomatik bei Hirnhautentzündung, das Delir, den Kretinismus sowie Eklampsie und alle Formen der bereits von Constantinus Africanus als Unterform der melancolia beschriebenen Epilepsie, aber auch Asthma, Migräne, Tremor und Lähmungen sowie die Hysterie fielen unter diese Sammelbezeichnung. Bevor am Ende des Mittelalters eine Wandlung des Begriffs vom reinen Krankheitsbild zum „Gefühl“ erfolgte, wurde die Melancholie sowohl in der antiken als auch der mittelalterlichen Literatur negativ als Gemütsleiden gesehen. Eine Ausnahme bildet ein Fragment mit dem Titel XXX,1, das zeitweise dem Aristoteles zugeordnet wurde, vermutlich aber von Theophrast stammt. Darin äußerte sich der Autor positiv über die Melancholie, da diese die Voraussetzung für den „göttlichen Wahnsinn“ (griechisch-lateinisch mania) sei. Die hier aufgeworfene Frage: „Warum sind alle hervorragenden Männer, ob Philosophen, Staatsmänner, Dichter oder Künstler, offenbar Melancholiker gewesen?"“ beeinflusste später die romantische Genieästhetik.

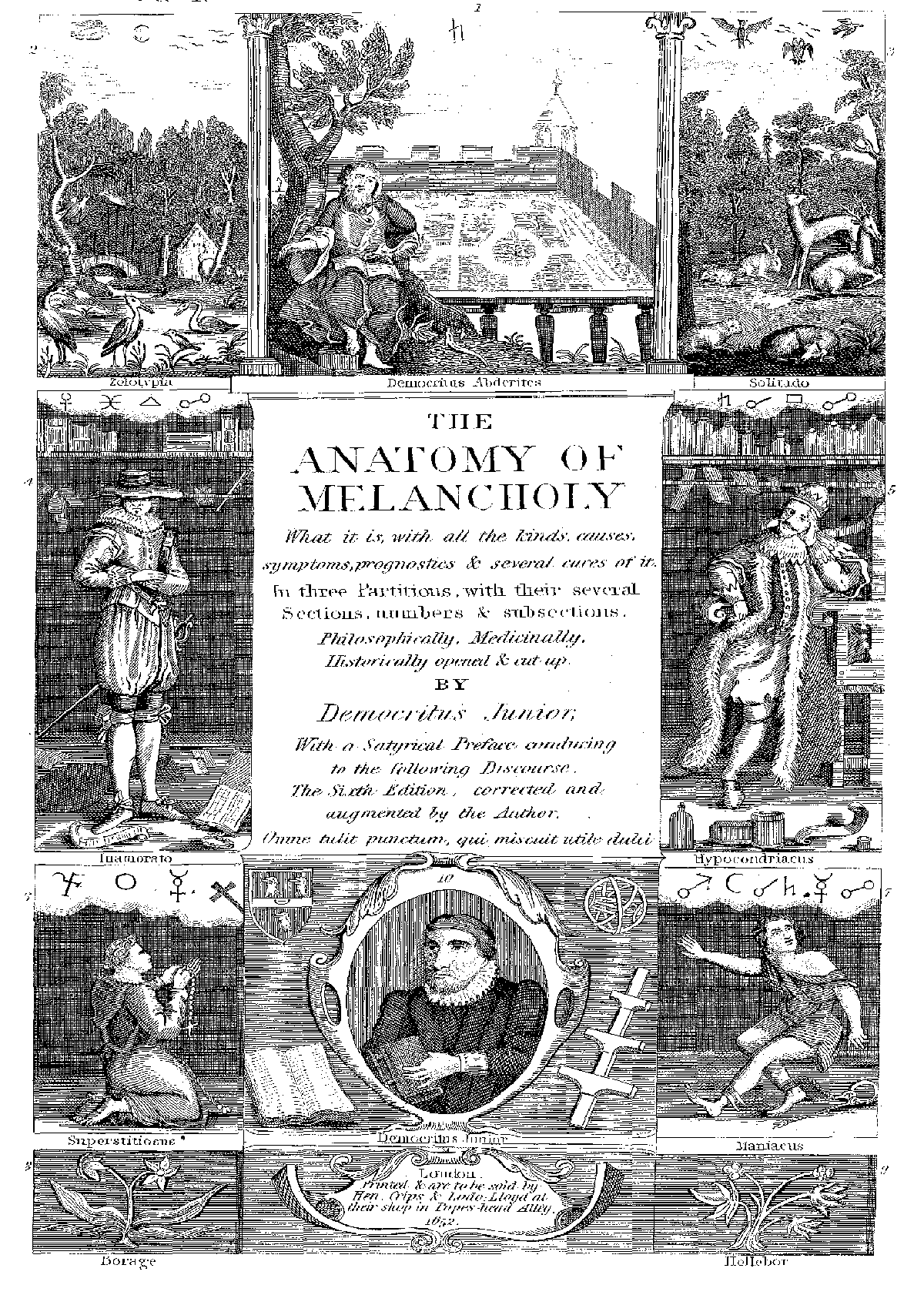
Robert Burton: Anatomie der Melancholie (1621)

Der englische Kleriker Robert Burton veröffentlichte mit seinem umfassenden Werk Anatomie der Melancholie (zuerst 1621) ein Kompendium des damals bekannten Wissens zu den unterschiedlichsten Ausprägungen und Formen der Melancholie nach dem humoralpathologisch geprägten Erkenntnisstand.
Der englische Forscher William Harvey entdeckte 1628 den Blutkreislauf. Seitdem entsprachen die damaligen Theorien über körperliche Ursprünge der Melancholie nicht mehr dem wissenschaftlichen Stand der Zeit. Trotzdem hatten der Begriff, seine Assoziationen und die Viersäftelehre, weiterhin Einfluss auf diverse Wissensgebiete.

## Psychologie
Der Begriff der Melancholie hat sich von seiner Herkunft aus der Lehre der Körpersäfte gelöst und ist teilweise weiterhin für medizinische Diagnosen auf anderer Grundlage herangezogen worden, teilweise aber auch zu einem alltagssprachlichen Begriff mit einem großen Bedeutungsfeld geworden, das nicht nur pathologische Dimensionen hat.
In seinem Aufsatz Trauer und Melancholie von 1917 grenzt Sigmund Freud die Melancholie von der Trauer ab: Sie sei dadurch gekennzeichnet, dass die Herabsetzung des Selbstgefühls nicht durch die positive Trauerarbeit behoben wird: „Die Melancholie ist seelisch ausgezeichnet durch eine tiefe schmerzliche Verstimmung, eine Aufhebung des Interesses für die Außenwelt, durch den Verlust der Liebesfähigkeit, durch die Hemmung jeder Leistung und die Herabsetzung des Selbstgefühls, die sich in Selbstvorwürfen und Selbstbeschimpfungen äußert und bis zur wahnhaften Erwartung der Strafe steigert.“ Diese selbstzerstörerischen Aspekte sieht Freud als Ursache für die Suizidgefährdung der Melancholiker.
Im Lexikon der Psychologie wird vom melancholischen Typus als von einem „mittelalterlichen Begriff“ gesprochen, nämlich von seiner Verbindung mit der überholten Lehre von den Körpersäften. In der heutigen Psychologie findet man den Begriff eher selten. Laut Meyers Kleines Lexikon Psychologie (Mannheim, Wien, Zürich 1986) wird Melancholie zuweilen gleichbedeutend mit endogener Depression verwendet.
Die Melancholie erfuhr mit der Neuauflage des ab Januar 2022 gültigen ICD-11 (Internationale statistische Klassifikation der Krankheiten der WHO) wieder eine zunehmende Bedeutung und Relevanz innerhalb der Psychologie. So kann seitdem die Melancholie als besondere Kennzeichnung einer Depression explizit diagnostiziert und mit dem Diagnoseschlüssel: 6A80.3 (ICD-11) codiert werden.

## Bezug zur Religion
Im Mittelalter wurde die Melancholie als Mönchskrankheit bekannt und wurde als eng verwandt mit dem Konzept der Acedia bezeichnet, wenn auch das Verhältnis beider Konzepte zueinander historischen Veränderungen ausgesetzt war. Acedia ist ein häufiges Thema in der theologischen Literatur, zum Beispiel bei Thomas von Aquin in der Summa Theologica. Die früheste Beschreibung des Acedia-Phänomens stammt vermutlich von Evagrius Ponticus, der als frühchristlicher Anachoret in Ägypten lebte. Beschrieben wird unter anderem die Heimsuchung durch den Dämon des Mittags. Johannes Cassian übernahm Evagrius’ Ansätze und gab diese an Thomas von Aquin weiter. Im Protestantismus des 16. Jahrhunderts galt die Melancholie als eine Versuchung des Teufels, die der Gläubige wie eine Prüfung bestehen müsse. Gerade das zeitweise Versinken in Verzweiflungszuständen erschien vor diesem Hintergrund als eine Bestätigung der Ernsthaftigkeit des eigenen Glaubens. Auf der anderen Seite erkannte man die zerstörerische Kraft der Melancholie und empfahl als Therapie geistliche Mittel wie Gebete oder geistliche Lieder und weltliche Zerstreuung durch Musik (nach dem biblischen Vorbild von David und Saul) und heitere Gesellschaft. Dabei spielte die persönliche Erfahrung Luthers, der häufig von Schwermut überfallen wurde, eine stilbildende Rolle. Luther und seine Nachfolger aus der protestantischen Orthodoxie des 16. Jahrhunderts haben sich in zahlreichen Trostschriften mit der Melancholie auseinandergesetzt. In der ab der zweiten Hälfte des 16. Jahrhunderts einsetzenden Propaganda der Gegenreformation wurde die Melancholie deswegen häufig als typische Krankheit der Protestanten bezeichnet.
Für den katholischen Religionsphilosophen Romano Guardini erschließt sich der eigentliche Sinn der Schwermut nur aus dem Geistigen, als „die Beunruhigung des Menschen durch die Nachbarschaft des Ewigen.“

## Dichtung
Die Melancholie durchzieht die gesamte Literaturgeschichte als großes Thema. Wichtige Literaten wie Walther von der Vogelweide (Melancholiepose – Ich saß auf einem Steine), Jean-Jacques Rousseau, Christian Morgenstern und Friedrich Nietzsche haben sich mit der Melancholie auseinandergesetzt. Die Renaissance-Dichterin Isabella di Morra schrieb einige melancholische Gedichte. Unter den Dichtern der Romantik ist Nikolaus Lenau zu nennen. Poesie und Musik gelten als Therapieformen der Melancholie, spätestens seit Marsilio Ficino.

## Bildende Kunst
Die Darstellung der Melancholie und des Melancholischen projiziert oftmals die innere Schwermut in die Außenwelt. Dies kann die Verortung des Selbst in einer Landschaft sein, einem Zimmer, einem allegorischen oder symbolischen Raum. Albrecht Dürers rätselhafter Kupferstich Melencolia I von 1514 prägte die allegorischen Konventionen der Melancholie-Darstellung für die folgenden Epochen (unter anderem ausgelegt in Gottfried Kellers Gedicht Melancholie). In Vanitas-Darstellungen wird die Leblosigkeit der Objekte als Fehlen menschlicher Gemeinschaft betont.
Neben dem melancholischen Einklang der Seele mit einer Landschaft, insbesondere in der Romantik, finden sich viele weite Räume und Landschaften, oft auch eine merkwürdig ziellose oder verschobene Perspektive, unter anderem bei den folgenden bekannten Melancholie-Darstellungen oder bei Giorgio de Chirico (Einsamkeit (Melanconia) 1912, Die Melancholie eines schönen Tages 1913, Melancholie eines Politikers, Gare Montparnasse (Melancholie der Abreise) 1914, Hermetische Melancholie 1918/1919).

Berühmte Melancholie-Bilder
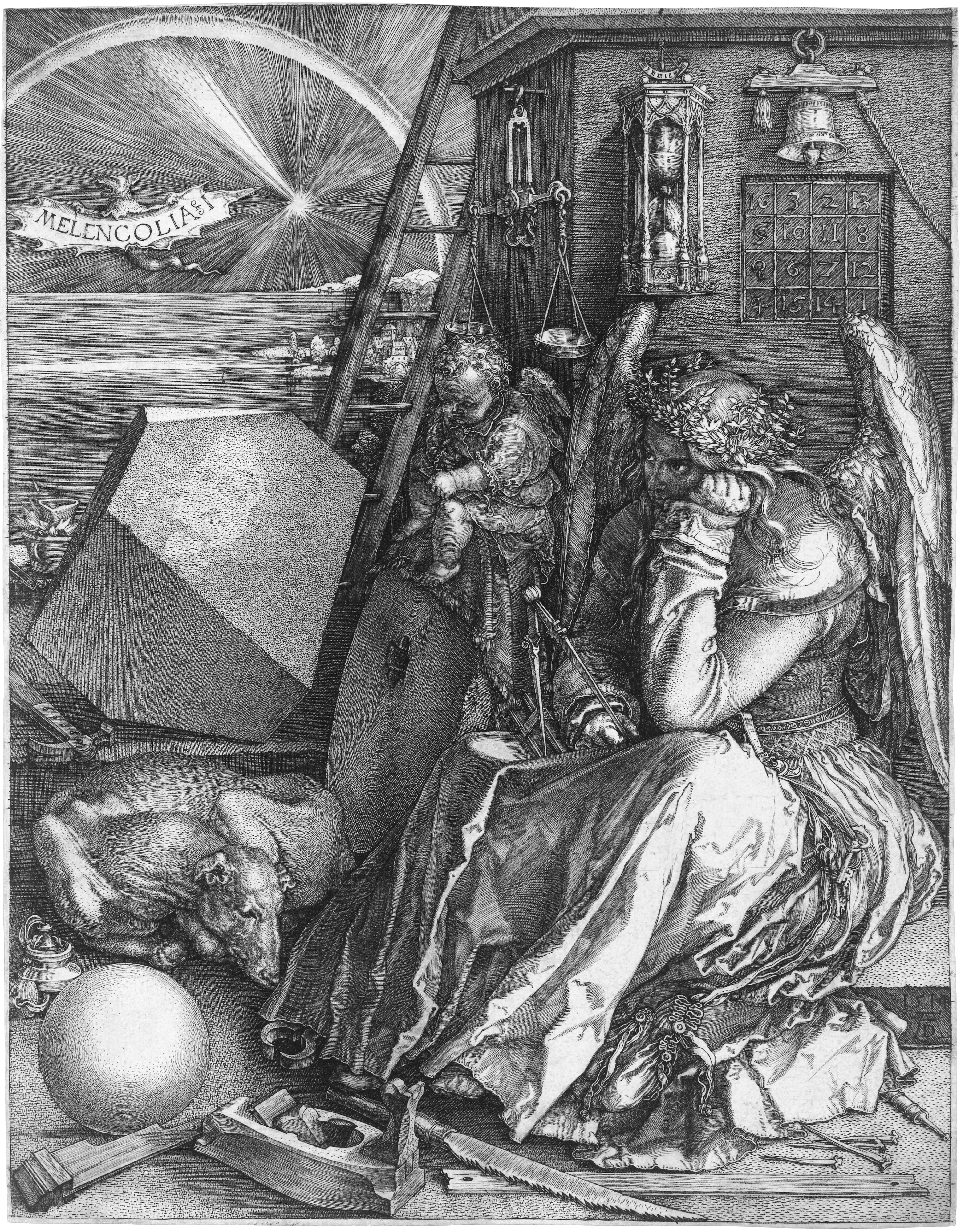
Albrecht Dürer: Melencolia I
Lucas Cranach der Ältere: Melancholie (1532)[37]
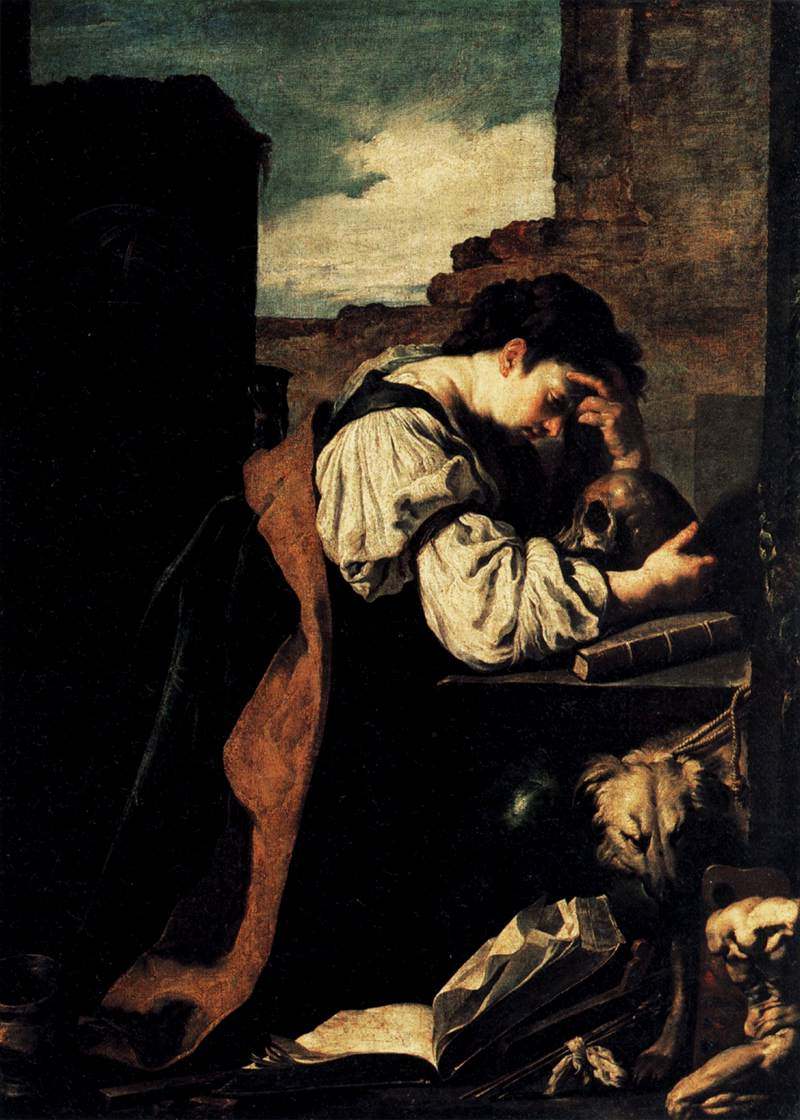
Domenico Fetti: Melancholia (ca. 1618–23)
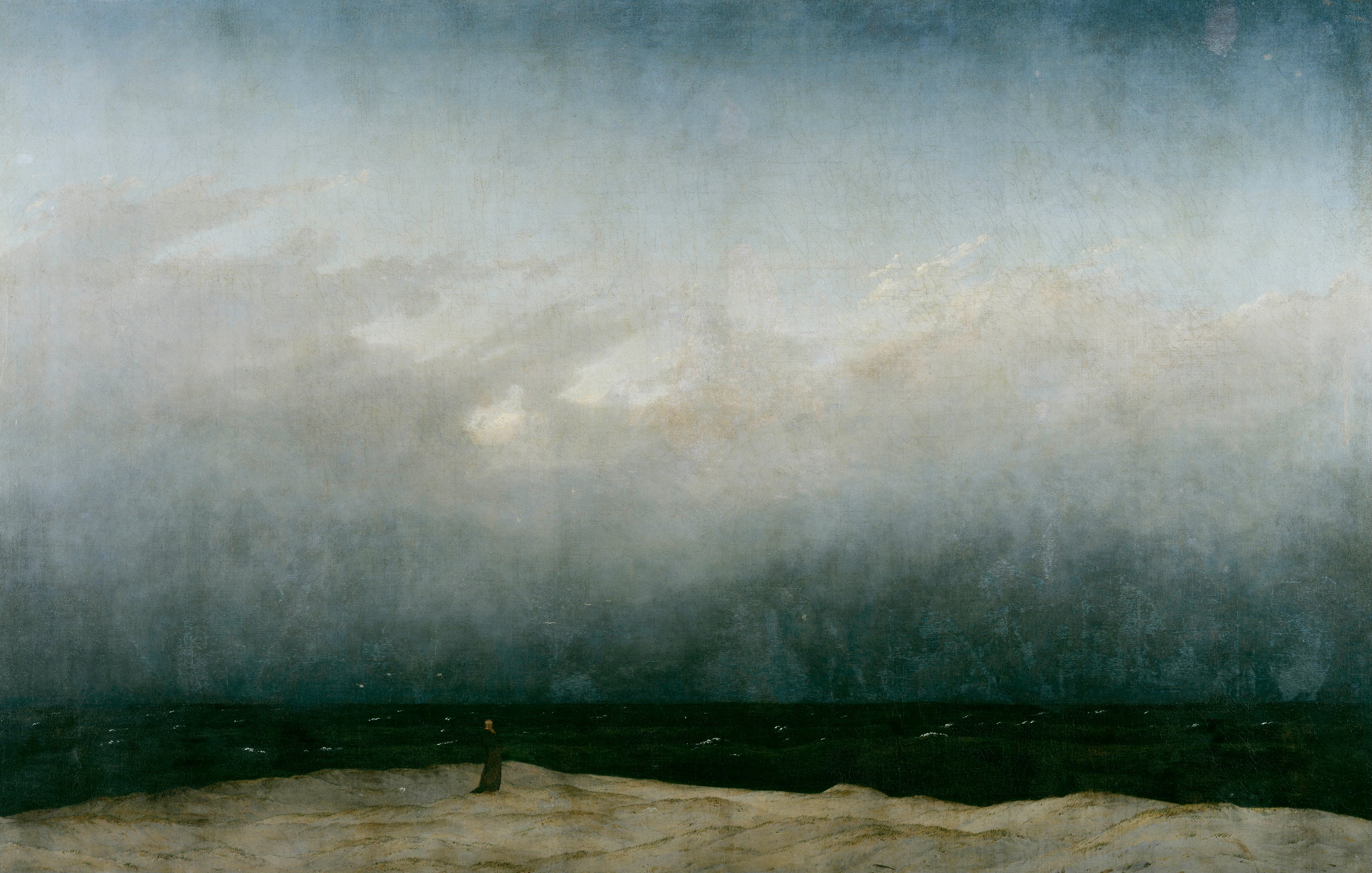
Caspar David Friedrich: Der Mönch am Meer (1809/10)
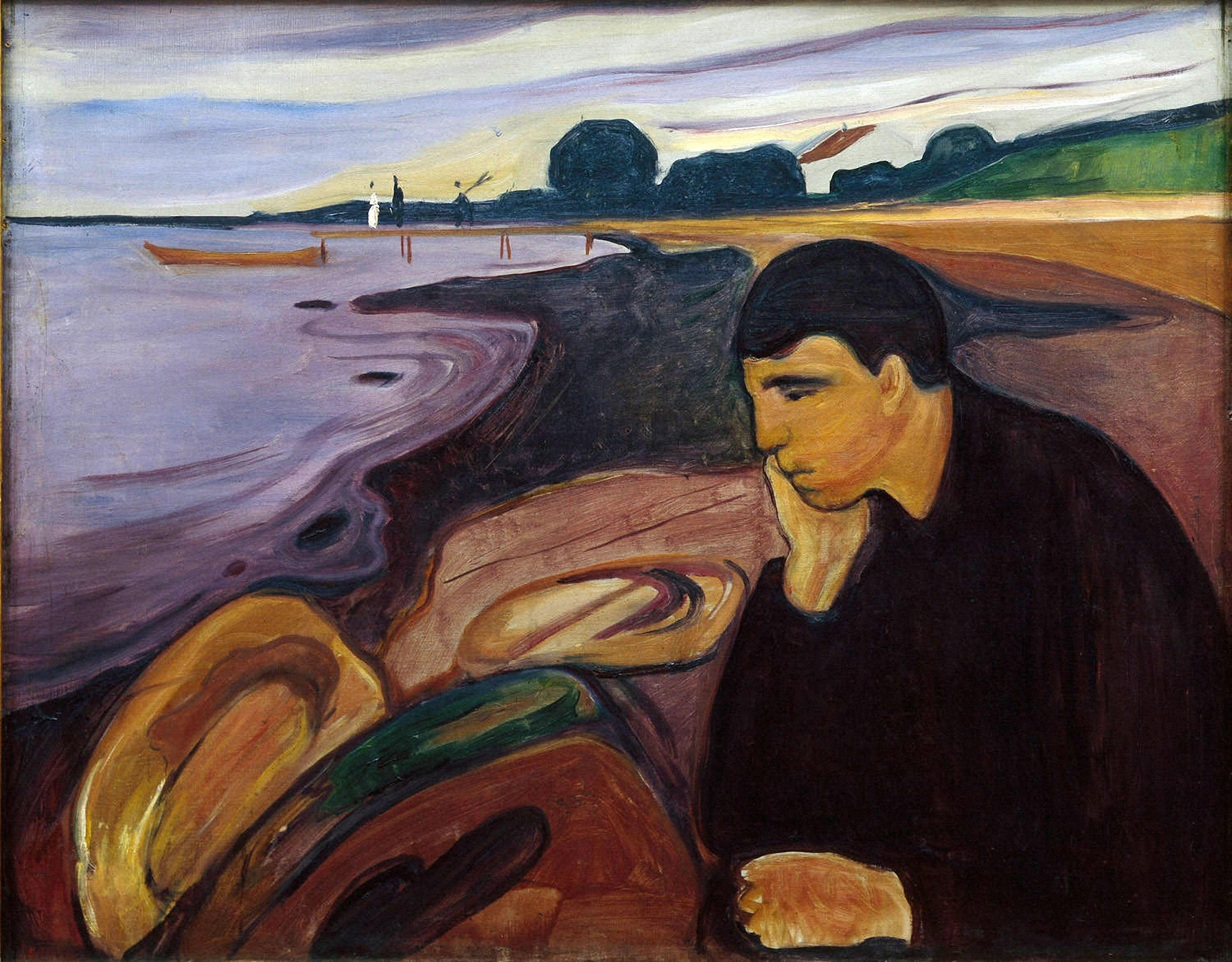
Edvard Munch: Melancholie